# Vasili Rózanov
Vasili Vasílievich Rózanov (en ruso, Василий Васильевич Розанов; Vetluga, 20 de abril de 1856 – Moscú, 5 de febrero de 1919) fue un escritor y filósofo ruso.
Después de algunos años como profesor de historia y geografía en varias ciudades de la provincia rusa, se muda a San Petersburgo, donde su primer libro, La comprensión de 1886, atrajo la simpatía de los eslavófilos.
Más tarde, Rózanov se impone como crítico de cuidadosa preparación con el ensayo La leyenda del Gran inquisidor de Fiódor Dostoyevski de 1890 y otros escritos sobre las Memorias del subsuelo y Nikolái Gógol, examinados desde un punto de vista apocalíptico entre el místico y el pansexual.
Contradictorio y cínico, Rózanov puede considerarse un representante del neoespiritualismo ruso de principios del siglo XX. Su desilusión por la Revolución rusa es descrita en el libro El apocalipsis de nuestro tiempo, de 1918, obra traducida a varios idiomas, incluido el español.